# رودریگو تاپیا (بازیکن فوتبال، زاده ۱۹۹۴)
رودریگو تاپیا (انگلیسی: Rodrigo Tapia؛ زادهٔ ۲۸ سپتامبر ۱۹۹۴) بازیکن فوتبال اهل آرژانتین است.
از باشگاه‌هایی که در آن بازی کرده‌است می‌توان به باشگاه ورزشی سن لورنسو آلماگرو اشاره کرد.